# Берни Рајтсон
Бернард Алберт Рајтсон (27. октобар 1948 – 18. март 2017), познатији као Берни Рајтсон, био је амерички илустратор превасходно упамћен као један од креатора Чудовишта из мочварe. У друга његова популарна остварења убраја се како илустрована адаптација новеле Франкенштајн, тако и други хорор стрипови и илустрације.

## Младост
Берни Рајтсон је рођен 27. октобра 1948. године у Дaндoку, у држави Мериленд. Научио је да црта гледајући Џона Гнејгија на телевизији, читајући стрипове, поготово хорор стрипове и стрипове научне фантастике, а такође је и похађао дописни уметнички курс. Уметници на које се највише угледао и који су му представљали највећу инспирацију су били Франк Фразета, Ал Вилијамсон, Алберт Дорн, Џек Дејвис и Хауард Пајл.

## Каријера
1966. године, Рајтсон почиње да ради за новине Балтиморско сунце (енгл. The Baltimore Sun) као илустратор. Следеће године, након сусрета са уметником Франком Фразетом на конвенцији стрипова у Њујорку, бива инспирисан за стварање својих прича. 1968. године показао је копије своје секвенцијалне уметности уреднику Ди-Си комикса Дику Ђордану и добио слободни задатак.
1968. године нацртао је своју прву професионалну причу у стрипу, Човек који се убио, која се појавила у Кући мистерије у 179. броју. Наставио је да ради на разним мистериозним и антологијским насловима како за Ди-си, тако и за његовог главног ривала неколико година касније, Марвел комикс. Радећи за Марвелове наслове Комора таме и Кула сенки, по први пут је подстакнут да поједностави свој замршени цртеж оловком и мастилом. Такође, том приликом је утврђен бујан рад четкицом као обележје његове цртачке технике седамдесетих година. Попут многих уметника из 1970-их и 80-их, Рајтсон се преселио у Њујорк у нади да ће наћи посао код издавача стрипова као што су Ди-си комикс или Марвел комикс.